# Іограф (гірський хребет)

Хребет Іограф.

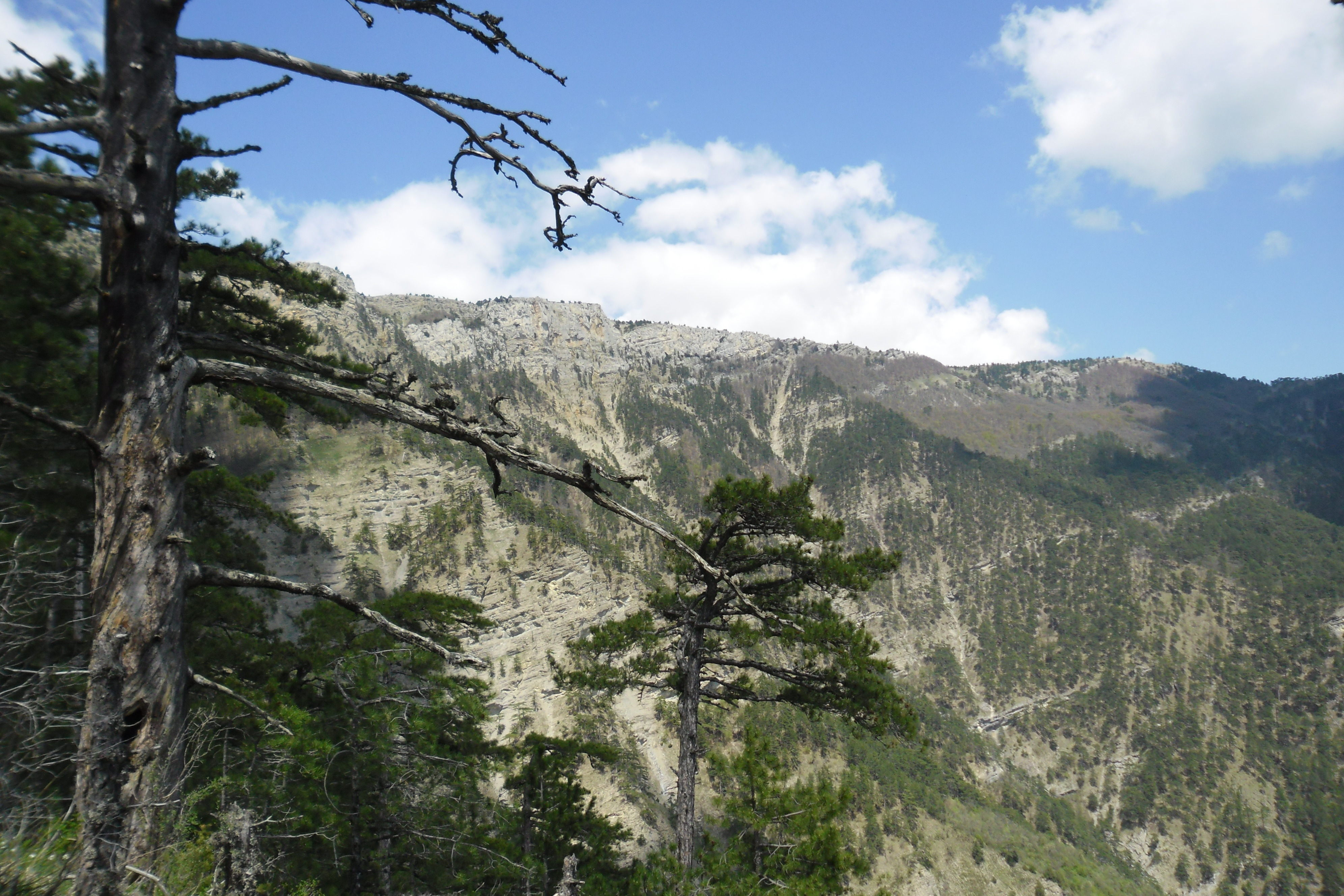
Ялтинська яйла та Іограф вид зі Ставрікайської стежки.

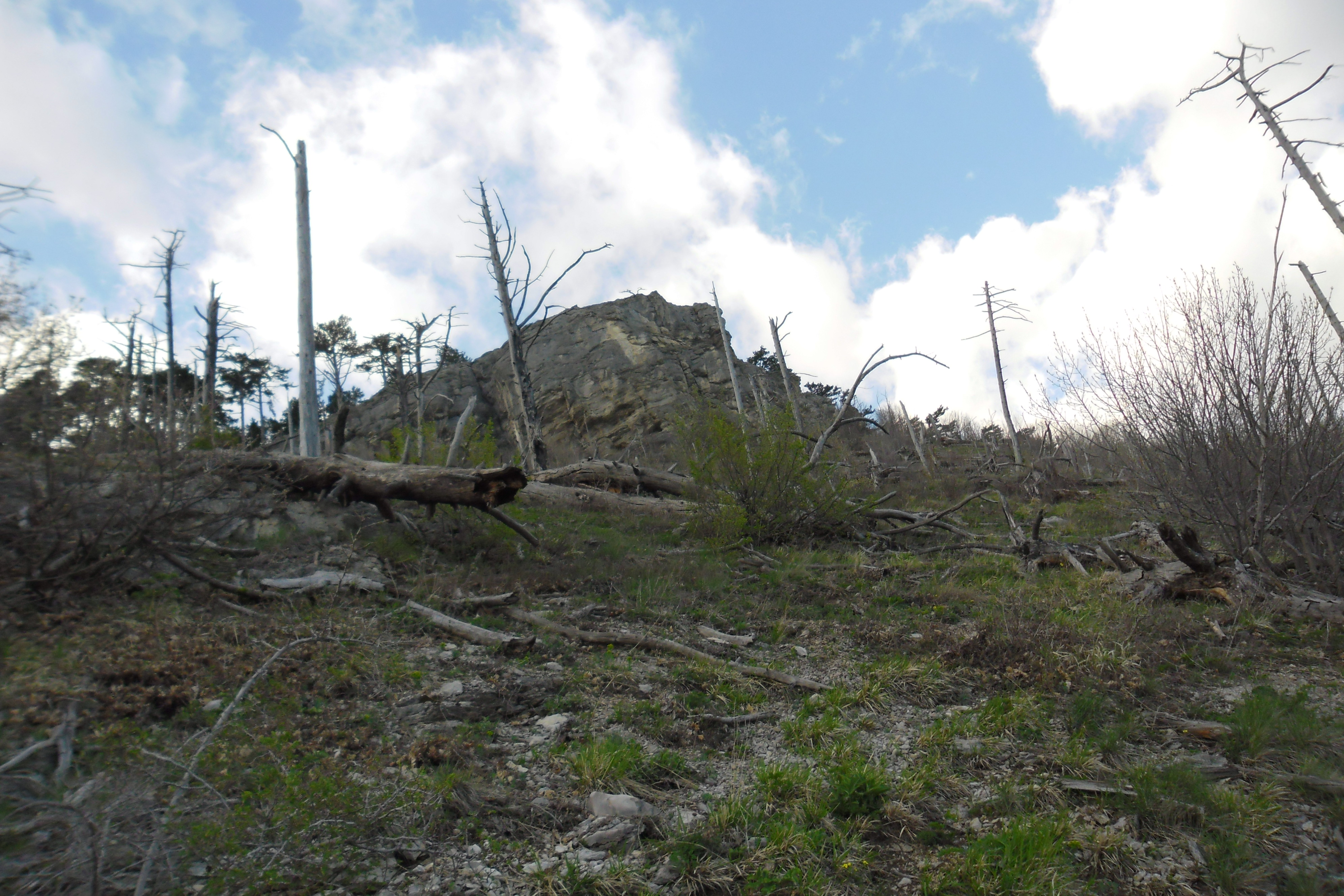
Горілик поблизу Скелі Педи-Кая. 2015 р.

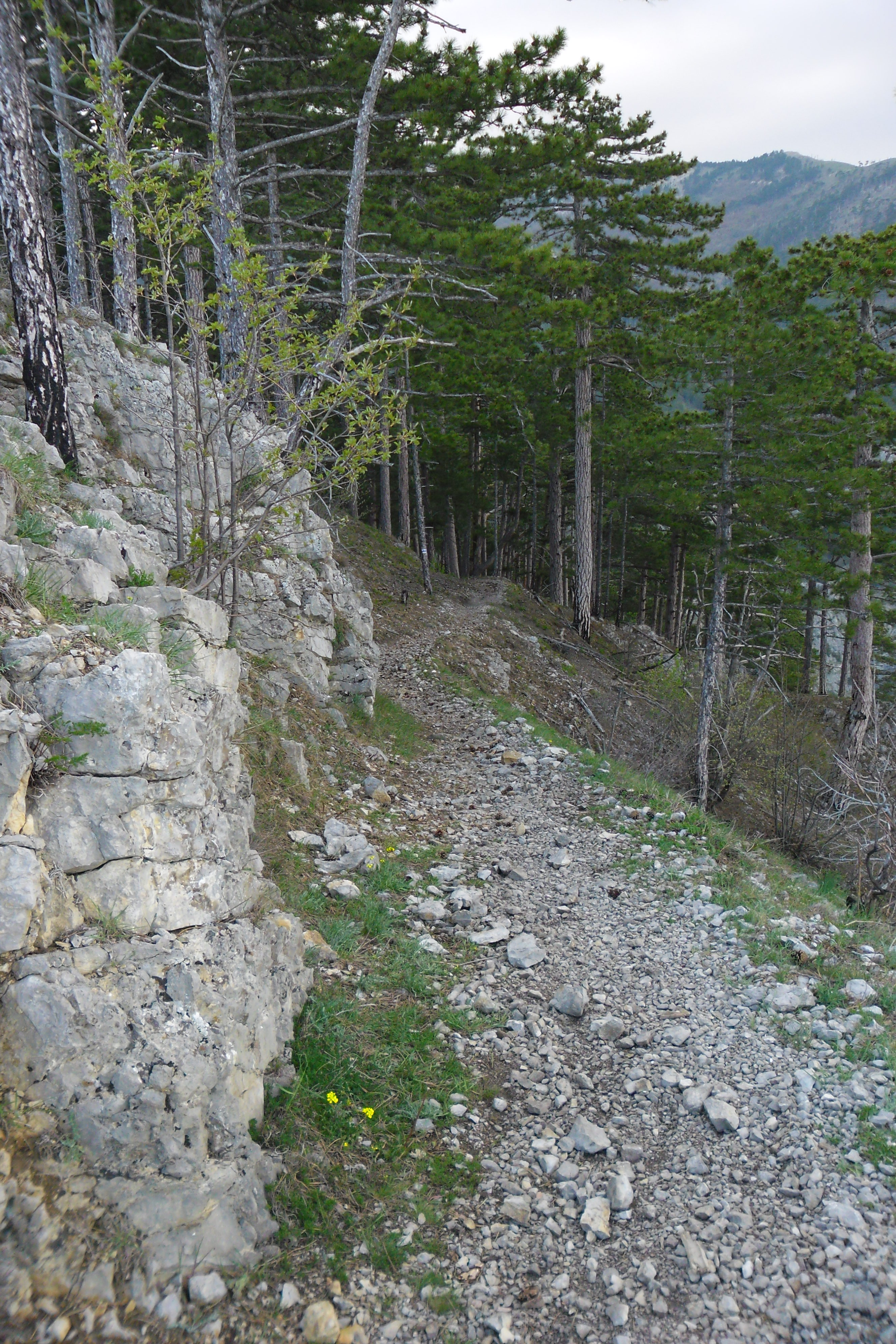
Іограф-стежка на Ялту.

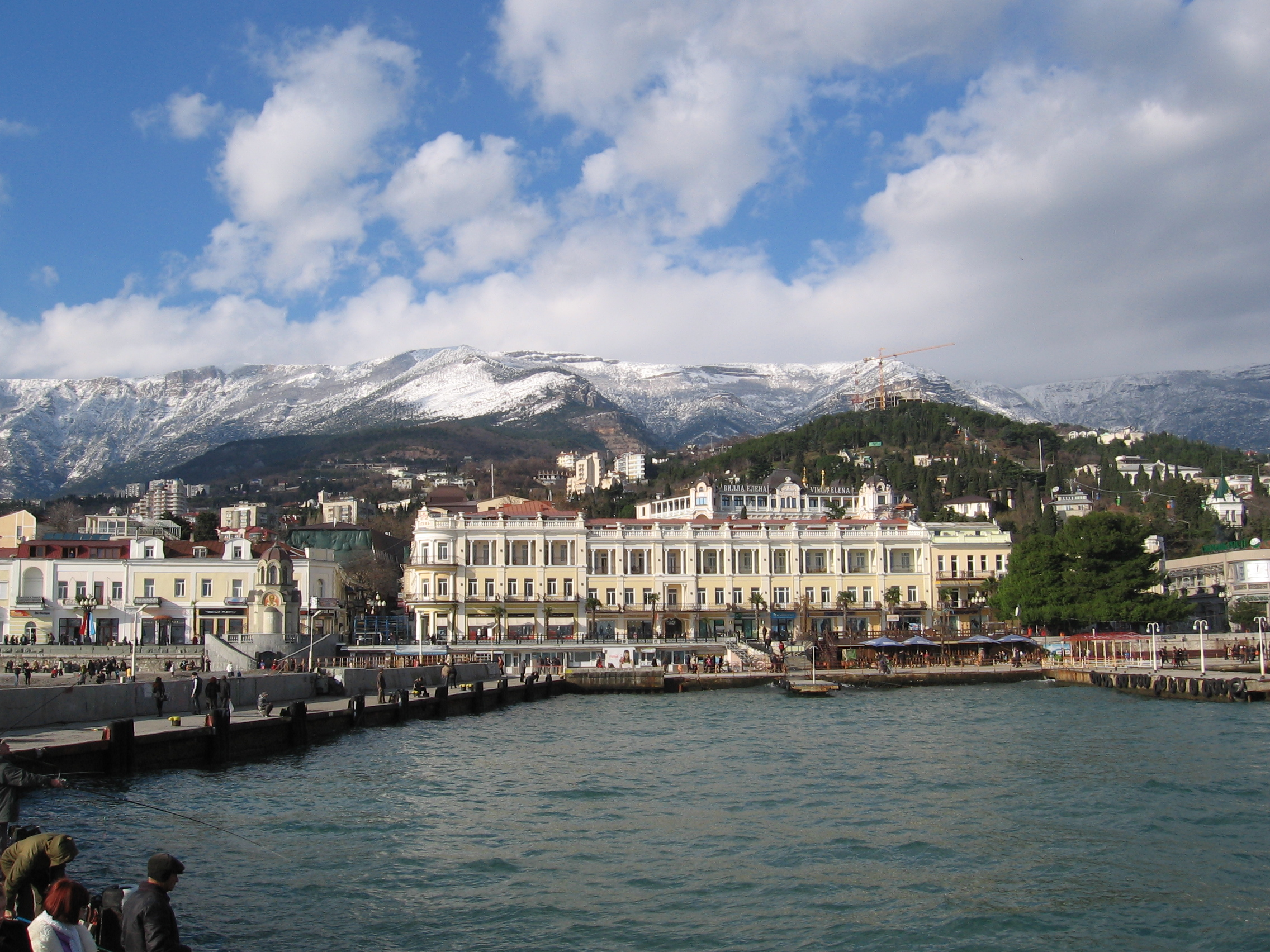
Панорама Ялтинської яйли і гірського хребта Іограф (ліворуч по центру на другому плані) з боку м. Ялта.

Іограф — крутий лісистий хребет, частина Ялтинського амфітеатру у Кримських горах. Спадає від Ялтинської яйли на південний-схід. Зручний для гірського туризму, має декілька стежок.
До скель Дерекой-яйли веде стежка Іограф-Богаз або Аутка-Богаз.
На південному схилі — печера тієї ж назви (Іограф (печера)).
В його середній частині розташовані скельні уступи Пскюллю-Кая і Педи-Кая.
У верхній частині хребта Іограф є потужний скелястий уступ Іограф-Кая, в якому колись була вирубана дорога, сьогодні тут стежка, яка веде на яйлу.